# Mola d'Agres
El poblat de la Mola d'Agres és un jaciment arqueològic que es troba localitzat a l'est de la població d'Agres (Comtat, País Valencià), al vessant nord de la serra de Mariola. L'assentament se situa a 791 msnm, sobre un morrot ixent i basculat cap a la vall que forma un altiplà ovalat irregular.
El poblat es coneix des de principis del segle XX gràcies als treballs de diferents autors associats al Museu Arqueològic d'Alcoi i al Servei d'Investigació Prehistòrica, i que estudien les comarques de l'Alcoià i el Comtat.
Les excavacions es van iniciar en 1978 dirigides per la Dra. Gil-Mascarell, moment en què es van donar a conéixer les fases d'ocupació del poblat a partir de la interpretació dels talls estratigràfics i del material associat.
A partir de 1995, es va procedir a realitzar excavació en extensió de la zona d'hàbitat delimitada per un gran mur que ja havia sigut constatat en campanyes anteriors amb una lectura interdisciplinària i global del jaciment, tenint en compte, entre altres factors, la cultura material, els recursos econòmics, l'urbanisme i el medi ambient, documentats parcialment en les excavacions practicades fins a 1993.
Aquests treballs ens han permés conéixer que la Mola d'Agres es va ocupar des de l'Edat del Coure fins a l'actualitat, amb alguns hiatus o períodes d'abandonament.
El paisatge que envoltava aquest poblat en època prehistòrica estaria dominat per un carrascal on viurien les espècies de fauna silvestre com els cérvols i cabirols, de les quals se n'han trobat restes al jaciment. Aquest tipus de fauna tenia menys importància que la domèstica, composta fonamentalment per ovelles, cabres, bous i porcs.
Les excavacions de la primera fase, calcolítica datada entorn del 4150 B.P. documenten un mur en direcció est-oest, que delimita el poblat pel nord. Al sud del mateix, es detecten algunes estructures d'hàbitat.
En la segona fase de l'Edat del Bronze, s'amplia l'àrea del poblat. Les excavacions d'aquesta fase permeten conéixer les estructures de l'hàbitat, amb una cronologia entre el 1800 a.n.e. i el 750 a.n.e., en les quals s'aprecien forats per als pals que sustentaven les sostrades. També s'han documentat gran quantitat de restes materials: ceràmica, sílex, pedra polida, os, ivori, bronze, etc.; les agrupacions del qual permeten establir diferents zones de treball dins del poblat, com una àrea de molta (agrupació de molins i recipients ceràmics de magatzematge), o un taller de fabricació d'objectes ossis i eburnis (botons, braçalets, penjolls…).
Les activitats principals durant l'etapa de l'Edat del Bronze tindrien un caràcter agropecuari (agricultura de secà i ramaderia); les quals es complementarien amb activitats d'intercanvi inferides a partir de la troballa d'alguns objectes d'ivori d'origen africà (braçalets, botons, granadures de collaret, etc).
Quant al món funerari, s'hi han localitzat diverses inhumacions, entre les quals podem destacar la que correspon a un individu home, jove, que va ser enterrat amb un aixovar compost entre altres elements per un punyal de bronze.
Després d'un hiatus ocupacional, la Mola es va tornar a habitar durant el període del Bronze Final a la Primera Edat del Ferro, de manera que es van amortitzar les estructures de la fase anterior, del Bronze Valencià. Entre la cultura material d'aquest moment, podem destacar ceràmiques decorades, una fíbula de colze de bronze i una pinta i un mànec d'ivori.
L'ocàs de la Mola d'Agres coincideix amb l'arribada dels fenicis i l'obertura de noves rutes comercials, al voltant del segle VIII a.C, en les quals aquest poblat de la Mola d'Agres va perdre importància i va provocar el seu abandonament.
Després, no torna a ocupar-se fins a l'època medieval (període andalusí, segle XI), encara que d'aquesta fase tan sols queden restes d'un xicotet hàbitat i una sèrie de fosses usades com a femer, que trenquen part de les estructures de les etapes anteriors.
Finalment, a partir del segle xviii, i com a resposta a la necessitat de posar en cultiu nous terreny, tornem a constatar la presència humana a la Mola, on es realitza una ingent obra en construir bancals i un mur perimetral emprant materials procedents de les estructures prehistòriques. S'aconsegueixen així camps per plantar vinyes que posteriorment es veuran afectades per la fil·loxera i hauran de ser substituïdes per les oliveres que existeixen en l'actualitat. Aquests últims a la zona de l'altiplà superior del poblat no han sigut res productius, ja que es troben sobre els murs del poblat prehistòric.